# HMS Malcolm (D19)
«Малькольм» (D19) (англ. HMS Malcolm (D19) — військовий корабель, лідер ескадрених міноносців типу «Адміралті» Королівського військово-морського флоту Великої Британії за часів Другої світової війни.
Лідер ескадрених міноносців «Малькольм» був закладений 27 березня 1918 року на верфі компанії Cammell Laird у Беркенгеді. 29 травня 1919 року він був спущений на воду, а 14 грудня 1919 року увійшов до складу Королівських ВМС Великої Британії. Лідер був одним з 8 лідерів типу «Адміралті» (також відомий тип лідерів як «Скотт») та став першим з бойових кораблів британського флоту, що дістав це ім'я (хоча офіційно першим «Малькольмом» був лідер есмінців типу W «Валькірія», який на стадії будівництва перейменували).
«Малькольм» став одним з двох лідерів флоту Британської імперії (другий — «Маккей»), що був закладений у часи Першої світової, проте участі в ній не взяв. Корабель проходив службу у складі британських ВМС, за часів Другої світової війни брав активну участь у бойових діях на морі, бився у Північній Атлантиці, біля берегів Європи, на Середземному морі, супроводжував атлантичні та арктичні транспортні конвої.
За проявлену мужність та стійкість у боях бойовий корабель нагороджений сімома бойовими відзнаками.

## Історія
1921 він входив до складу 5-ї флотилії есмінців Атлантичного флоту. Невдовзі був зарахований до Резерву флоту.

### 1939—1940 рр.
На початок Другої світової війни, корабель був лідером 18-ї флотилії есмінців, до складу якої входили «Амазон», «Амбускейд», «Антілоуп», «Акейтіз», «Ентоні» та «Ерроу», яка базувалась на ВМБ Портсмут та виконувала у Ла-Манші завдання з ескорту конвоїв та патрулювання прибережних вод. У подальшому з вересня 1939 по квітень 1940 року виконував охоронні функції на підступах до Британських островів у так званому Командуванні Південно-західних підходів.
У травні 1940 року переведений до Командування Дувр для допомоги в евакуації голландських та союзних військ із портів Нідерландів. З 26 травня до 4 червня «Малькольм» входив до угруповання, що здійснювало вивезення союзників з Дюнкеркського котла; провів 8 походів між берегами Франції та Британії. 7 червня 1940 року за видатні заслуги в ході проведення цієї операції командир корабля кептен сер Томас Галсі був удостоєний ордена «За видатні заслуги».
У липні 1940 року у складі 3-ї групи флоту забезпечував прикриття транспортних конвоїв, що прямували Північним морем, а також прикривав цей напрямок з огляду на заплановане вторгнення німецького вермахту до Британських островів.
14 серпня 1940 року «Малькольм» з «Веріті» були атаковані шістьма бойовими траулерами та трьома швидкісними торпедними катерами Крігсмаріне. У сутичці британці потопили один торпедний катер і траулер.
До кінця року продовжував виконання бойових завдань у Північній Атлантиці, супроводжував конвої, проводив протичовновий захист узбережжя та транспортних комунікацій, охороняв переходи поодиноких суден і кораблів. За 12 місяців лідер брав участь у 29 атлантичних конвоях, 3 конвоях до Гібралтару; 10 союзних транспортних конвоїв піддавались атакам країн Осі. Двічі «Малькольм» брав участь у битвах на морі.

### 1941 р.
З січня до травня 1941 року лідер ескадрених міноносців продовжував виконувати завдання із супроводу конвоїв складом 8-ї ескортної групи, до якої входили есмінці «Вотчмен», «Сардонікс», «Скімітар», «Роскінгем», корвети «Арабіс», «Вербена», «Вайолет», «Монкшуд», «Петунія», «Далія».
10 травня 1941 року «Малькольм» врятував 11 вцілілих з борту судна Empire Caribou, яке було торпедоване та затоплене німецькою субмариною U-556.
10 травня з канадського Галіфакса до Ліверпуля вийшов конвой HX 126. З 19 травня німецькі підводні човни 1-ї, 2-ї та 7-ї флотилій ПЧ Крігсмаріне, що відповідно базувались у Бресті, Лор'яні та Сен-Назері, розпочали низку скоординованих атак на союзні транспортні судна. Німецькі субмарини U-111, U-556, U-566, U-93, U-109, U-94 і U-98 потопили 9 суден з числа 33, що вийшли з Канади. «Малькольм» з кораблями 8-ї ескортної групи прибули на посилення, а 21 числа підішле підкріплення — 12-та ескортна група союзних кораблів.
З 27 по 30 червня 1941 «Малькольм» на чолі своєї групи супроводжував конвой HX 133, який піддався потужним атакам німецьких підводних човнів. За одну ніч конвой втратив 5 суден. 29 червня «Малькольм» з есмінцем «Скімітар», корветами «Арабіс» і «Вайолет» та мінним тральщиком «Спідвелл» брав участь у знищенні південніше Ісландії субмарини U-651, з борту якої були врятовані 45 членів екіпажу.

### 1942 р.
3 лютого 1942 року лідер зіткнувся в морі з есмінцем типу «Таун» «Бернгам», однак пошкодження не були великими, тому обидва кораблі продовжили виконання завдань у складі конвою.
Наприкінці літа 1942 року обстановка на Мальті серйозно погіршилася, гарнізон та мешканці островів страждали від браку найнеобхіднішого, тому попри колосальному ризику, британське адміралтейство вирішило направити ще один транспортний конвой обложеним. 10 серпня з порту Гібралтар вийшов транспортний конвой з 14 торгових суден за планом операції «П'єдестал». «Малькольм» супроводжував військово-морське угруповання під командуванням віце-адмірала Едварда Сіфрета, яке налічувало 44 військових кораблі, зокрема 2 лінійні кораблі «Родні» і «Нельсон» та 3 авіаносці «Вікторіос», «Індомітебл» та «Ігл». До складу ескадри був також включений старий авіаносець «Фьюріес», який мав доставити на острів нову партію «Спітфайрів».
12 серпня 1942 року «Малькольм» був атакований італійським підводним човном «Дагабур», який протаранив та затопив есмінець «Волверін».
Основний кістяк ескорту мусив довести транспортні судна до Скеркі-Бенк у Сицилійській протоці, далі прикриття здійснювали крейсери та есмінці. З превеликими труднощами та втратами п'ять з 14 транспортників дісталися Мальти, зокрема найважливіший американський танкер «Огайо», зафрахтований міністерством військових перевезень і укомплектований британською командою. 32 000 тонн генерального вантажу і 15 000 тонн палива поповнили майже порожні сховища Мальти. Британський флот втратив авіаносець «Ігл», потоплений німецьким підводним човном U-73, два інших авіаносці отримали значні пошкодження.
Після повернення з Середземного моря, «Малькольм» включений до Домашнього флоту і 2 вересня 1942 року виділений на супровід конвою PQ 18, що здійснював поставки озброєння, військової техніки та матеріалів до Радянського Союзу. Корабель вийшов з бухти Лох Ю разом із «Кемпбелл», «Фарндале» і норвезьким «Ескдейл» океанським ескортом для захисту транспортних суден. «Малькольм» був лідером групи ближнього ескорту й протягом семи днів його група кораблів вела бої, захищаючи союзні судна. Конвой втратив 13 транспортників, а ескорту вдалося потопити 3 німецькі підводні човни й збити 40 літаків Люфтваффе. 21 вересня конвой прибув до Архангельська, а згодом повернувся до Англії, де пройшов курс модернізації та робіт з посилення бронювання.
У листопаді «Малькольм» брав участь в операції «Смолоскип», забезпечував висадку морського десанту в Алжирі, де був пошкоджений артилерійським вогнем ворожої берегової батареї.

### 1943—1945 рр.
Після тривалого ремонту, у березні 1943 року лідер повернувся до строю і 21 березня «Малькольм» прибув до Гібралтару, звідкіля супроводжував разом з «Квадрант», «Вітч» і «Волверін» конвой WS 28 до Фрітауна.
З 30 червня до 24 серпня 1943 року «Малькольм» перебував на ремонті в Саутгемптоні. 4 жовтня він повернувся до Фрітауна для виконання завдань з ескорту конвоїв. У серпні 1944 року лідер есмінців залишив африканський порт та прибув для подальшого проходження служби до Гібралтару, де ніс службу до 11 червня 1945 року.